# 岩立良作
岩立 良作（いわたち りょうさく、1951年3月3日 - ）は、日本の放送作家、テレビプロデューサー。テレビ制作会社「オフィスぼくら」代表取締役社長。
東京都出身。

## 来歴
専修大学商学部卒業後、はかま満緒に師事する。
日本テレビ「恋のから騒ぎ」のコーナー「さんま愛の説教部屋」にて、「ししゃも太郎」「沖縄太郎」「上海太郎」「フロント太郎」「ダンナ太郎」「ホーチミン太郎」「ガイド太郎」「トラベル太郎」「妊婦太郎」「ユアサ太郎」「マニラ太郎」「じろじろ見るマン」他多数の名前で第7期より当コーナーのレギュラーとして出演していた。
過去には明石家出版（日本テレビ）にも出演するなど、明石家さんまとの親交が深い。
90年代前半には『それいけ!アンパンマン』の脚本を執筆していた事があるが、先述の通り、彼はバラエティの放送作家であり、アニメの脚本は専門外の仕事だった。

## 現在の担当番組
日本テレビ系
- 「踊る!さんま御殿!!」

など

## 過去の担当番組
日本テレビ系
- 「天才・たけしの元気が出るテレビ!!」
- 「アメリカ横断ウルトラクイズ」-　問題作成
- 「ビートたけしのお笑いウルトラクイズ」
- 「さんま・一機のイッチョカミでやんす」
- 「クイズ どんなMONだい?!」
- 「発明将軍ダウンタウン」
- 「ダウンタウンの裏番組をブッ飛ばせ!!」
- 「明石家出版」
- 「それいけ!アンパンマン」 - 脚本
- 「恋のから騒ぎ」

TBS系
- 「ダウトをさがせ!」（毎日放送制作）

フジテレビ系
- 「オレたちひょうきん族」 - 「岩立ブラボー良作」名義
- 「森田一義アワー 笑っていいとも!」
- 「斉藤さんちのお客さま」
- 「ビートたけしのつくり方」
- 「たけし大全集'94」

テレビ朝日系
- 「国分太一・美輪明宏・江原啓之のオーラの泉」 - プロデューサー

ほか